# Prosimulium unicum
Prosimulium unicum är en tvåvingeart som först beskrevs av Twinn 1938.  Prosimulium unicum ingår i släktet Prosimulium och familjen knott.
Artens utbredningsområde är Utah. Inga underarter finns listade i Catalogue of Life.